# Cámara de Senadores de la Provincia de Salta
La Cámara de Senadores de la Provincia de Salta es la cámara alta del poder legislativo de la provincia argentina de Salta, compuesta por 23 bancas que representan a cada uno de los departamentos en los que se divide la provincia. La mitad de sus miembros se renueva por elección popular cada dos años para un período de cuatro años. Quien ejerce la presidencia en las sesiones de la Cámara es el Vicegobernador.

## Composición actual (2023-2025)
| Departamento           | Senador                        | Partido               | Bloque | Bloque               | Inicio del Mandato | Fin del Mandato |
| ---------------------- | ------------------------------ | --------------------- | ------ | -------------------- | ------------------ | --------------- |
| Anta                   | Alejandra Beatriz Navarro      | Unidos por Salta      |        | Compromiso por Salta | 2023               | 2027            |
| Cachi                  | Walter Raúl Wayar              | Partido Justicialista |        | Frente de Todos      | 2021               | 2025            |
| Cafayate               | Sergio Rodrigo Saldaño         | Unidos por Salta      |        | Unidos por Salta     | 2021               | 2025            |
| Capital                | Gustavo Marcelo Carrizo        | Unidos por Salta      |        | Compromiso por Salta | 2024               | 2025            |
| Cerrillos              | Gonzalo Caro Dávalos           |                       |        | 17 de Junio          | 2023               | 2027            |
| Chicoana               | Esteban D'Andrea Cornejo       |                       |        | Unidos por Salta     | 2021               | 2025            |
| General Güemes         | Enrique Cornejo Saravia        |                       |        | Compromiso por Salta | 2023               | 2025            |
| General San Martín     | Manuel Oscar Pailler           |                       |        | Frente de Todos      | 2023               | 2027            |
| Guachipas              | Diego Evaristo Cari            |                       |        | Evita Conducción     | 2021               | 2025            |
| Iruya                  | Walter Hernán Cruz             |                       |        | Compromiso por Salta | 2023               | 2027            |
| La Caldera             | Héctor Miguel Calabró          |                       |        | Evita Conducción     | 2021               | 2025            |
| La Candelaria          | Carlos Fabián López            |                       |        | Compromiso por Salta | 2023               | 2027            |
| La Poma                | Dani Raúl Nolasco              |                       |        | Compromiso por Salta | 2021               | 2025            |
| La Viña                | Jorge Pablo Soto               |                       |        | Compromiso por Salta | 2023               | 2027            |
| Los Andes              | Leopoldo Arsenio Salva         |                       |        | Evita Conducción     | 2021               | 2025            |
| Metán                  | Héctor Daniel D'Auria          |                       |        | Compromiso por Salta | 2023               | 2027            |
| Molinos                | Walter Joaquín Abán            | Gana Salta            |        | Compromiso por Salta | 2021               | 2025            |
| Orán                   | Juan Cruz Curá                 |                       |        | Unidos por Salta     | 2023               | 2027            |
| Rivadavia              | Mashur Lapad                   |                       |        | Compromiso por Salta | 2023               | 2027            |
| Rosario de la Frontera | Javier Alberto Mónico Graciano |                       |        | Compromiso por Salta | 2023               | 2027            |
| Rosario de Lerma       | Leonor Nieves Minetti          |                       |        | Compromiso por Salta | 2023               | 2025            |
| San Carlos             | Sonia Elizabeth Magno          |                       |        | Evita Conducción     | 2021               | 2025            |
| Santa Victoria         | Luis Arnaldo Altamirano        |                       |        | Compromiso por Salta | 2023               | 2027            |

## Composición histórica
| 2021-2023              | 2021-2023                      | 2021-2023                      | 2021-2023 | 2021-2023            | 2021-2023          | 2021-2023       |
| Departamento           | Senador                        | Partido                        | Bloque    | Bloque               | Inicio del Mandato | Fin del Mandato |
| ---------------------- | ------------------------------ | ------------------------------ | --------- | -------------------- | ------------------ | --------------- |
| Anta                   | Marcelo Durval García          | Partido Justicialista          |           | Compromiso por Salta | 2019               | 2023            |
| Cachi                  | Walter Raúl Wayar              | Salta para Todos               |           | Frente de Todos      | 2021               | 2025            |
| Cafayate               | Sergio Rodrigo Saldaño         | Unidos por Salta               |           | Compromiso por Salta | 2021               | 2025            |
| Capital                | Jorge Mario Emiliano Durand    | Unidos por Salta               |           | Compromiso por Salta | 2021               | 2023            |
| Cerrillos              | Fernando Sanz                  | Sáenz Gobernador               |           | Compromiso por Salta | 2019               | 2023            |
| Chicoana               | Esteban D'Andrea Cornejo       | Partido Renovador de Salta     |           | Compromiso por Salta | 2021               | 2025            |
| General Güemes         | Carlos Alberto Rosso           | Partido Primero Salta          |           | Compromiso por Salta | 2021               | 2023            |
| General San Martín     | Manuel Oscar Pailler           | Partido de la Victoria         |           | Frente de Todos      | 2019               | 2023            |
| Guachipas              | Diego Evaristo Cari            | Salta para Todos               |           | Evita Conducción     | 2021               | 2025            |
| Iruya                  | Walter Hernán Cruz             | Partido Justicialista          |           | Compromiso por Salta | 2019               | 2023            |
| La Caldera             | Héctor Miguel Calabró          | Frente de Todos                |           | Evita Conducción     | 2021               | 2025            |
| La Candelaria          | Alfredo Francisco Sanguino     | Partido Renovador de Salta     |           | Compromiso por Salta | 2019               | 2023            |
| La Poma                | Dani Raúl Nolasco              | Partido Memoria y Movilización |           | Compromiso por Salta | 2021               | 2025            |
| La Viña                | Jorge Pablo Soto               | Gana Salta                     |           | Compromiso por Salta | 2019               | 2023            |
| Los Andes              | Leopoldo Arsenio Salva         | Unidos por Salta               |           | Evita Conducción     | 2021               | 2025            |
| Metán                  | Héctor Daniel D'Auria          | Partido de la Victoria         |           | Compromiso por Salta | 2019               | 2023            |
| Molinos                | Walter Joaquín Abán            | Partido Frente Salteño         |           | Compromiso por Salta | 2021               | 2025            |
| Orán                   | Juan Cruz Curá                 | Sáenz Gobernador               |           | Compromiso por Salta | 2019               | 2023            |
| Rivadavia              | Mashur Lapad                   | Partido Justicialista          |           | Compromiso por Salta | 2019               | 2023            |
| Rosario de la Frontera | Javier Alberto Mónico Graciano | Partido Justicialista          |           | Frente de Todos      | 2019               | 2023            |
| Rosario de Lerma       | Sergio Omar Ramos              | Partido Frente Salteño         |           | Compromiso por Salta | 2021               | 2023            |
| San Carlos             | Sonia Elizabeth Magno          | Partido Justicialista          |           | Evita Conducción     | 2021               | 2025            |
| Santa Victoria         | Carlos Nicolás Ampuero         | Partido de la Victoria         |           | Compromiso por Salta | 2019               | 2023            |

| 2019-2021              | 2019-2021                        | 2019-2021                         | 2019-2021 | 2019-2021                  | 2019-2021          | 2019-2021       |
| Departamento           | Senador                          | Partido                           | Bloque    | Bloque                     | Inicio del Mandato | Fin del Mandato |
| ---------------------- | -------------------------------- | --------------------------------- | --------- | -------------------------- | ------------------ | --------------- |
| Anta                   | Marcelo Durval García            | Partido Justicialista             |           | Partido Justicialista      | 2019               | 2023            |
| Cachi                  | Héctor Pablo Nolasco             | Un Cambio para Salta              |           | Salta Tiene Futuro         | 2017               | 2021            |
| Cafayate               | Sergio Rodrigo Saldaño           | Unión Cívica Radical              |           | Salta Tiene Futuro         | 2017               | 2021            |
| Capital                | Guillermo Mario Durand Cornejo   | Un Cambio para Salta              |           | Salta Tiene Futuro         | 2017               | 2021            |
| Cerrillos              | Fernando Sanz                    | Sáenz Gobernador                  |           | Salta Tiene Futuro         | 2019               | 2023            |
| Chicoana               | Esteban D'Andrea Cornejo         | Partido Renovador de Salta        |           | Partido Renovador de Salta | 2017               | 2021            |
| General Güemes         | Carlos Alberto Rosso             | Partido Frente Plural             |           | Salta Tiene Futuro         | 2017               | 2021            |
| General San Martín     | Manuel Oscar Pailler             | Partido de la Victoria            |           | Partido de la Victoria     | 2019               | 2023            |
| Guachipas              | José Antonio Ibarra              | Un Cambio para Salta              |           | Salta Tiene Futuro         | 2017               | 2021            |
| Iruya                  | Walter Hernán Cruz               | Partido Justicialista             |           | Salta Tiene Futuro         | 2019               | 2023            |
| La Caldera             | María Silvina Abiles             | Partido Memoria y Movilización    |           | Salta Tiene Futuro         | 2017               | 2021            |
| La Candelaria          | Alfredo Francisco Sanguino       | Partido Renovador de Salta        |           | Partido Renovador de Salta | 2019               | 2023            |
| La Poma                | Dani Raúl Nolasco                | Partido Memoria y Movilización    |           | Salta Tiene Futuro         | 2017               | 2021            |
| La Viña                | Jorge Pablo Soto                 | Partido Justicialista             |           | Salta Tiene Futuro         | 2019               | 2023            |
| Los Andes              | Martín Felipe Arjona             | Frente Ciudadano para la Victoria |           | Partido de la Victoria     | 2017               | 2021            |
| Metán                  | Héctor Daniel D'Auria            | Partido de la Victoria            |           | Salta Tiene Futuro         | 2019               | 2023            |
| Molinos                | Walter Joaquín Abán              | Partido Frente Salteño            |           | Partido Justicialista      | 2017               | 2021            |
| Orán                   | Juan Cruz Curá                   | Saenz Gobernador                  |           | Salta Tiene Futuro         | 2019               | 2023            |
| Rivadavia              | Mashur Lapad                     | Partido Justicialista             |           | Partido Justicialista      | 2019               | 2023            |
| Rosario de la Frontera | Javier Alberto Mónico Graciano   | Partido Justicialista             |           | Partido Justicialista      | 2019               | 2023            |
| Rosario de Lerma       | Sergio Omar Ramos                | Partido Frente Salteño            |           | Partido Justicialista      | 2017               | 2021            |
| San Carlos             | Roberto Eleuterio Vázquez Gareca | Partido Frente Salteño            |           | Partido de la Victoria     | 2017               | 2021            |
| Santa Victoria         | Carlos Nicolás Ampuero           | Partido de la Victoria            |           | Partido de la Victoria     | 2019               | 2023            |

| 2017-2019              | 2017-2019                        | 2017-2019                         | 2017-2019 | 2017-2019                  | 2017-2019          | 2017-2019       |
| Departamento           | Senador                          | Partido                           | Bloque    | Bloque                     | Inicio del Mandato | Fin del Mandato |
| ---------------------- | -------------------------------- | --------------------------------- | --------- | -------------------------- | ------------------ | --------------- |
| Anta                   | Ernesto Ángel Gómez              | Partido Justicialista             |           | Justicialista              | 2015               | 2019            |
| Cachi                  | Héctor Pablo Nolasco             | Un Cambio para Salta              |           | Cambiemos País             | 2017               | 2021            |
| Cafayate               | Sergio Rodrigo Saldaño           | Unión Cívica Radical              |           | Unión Cívica Radical       | 2017               | 2021            |
| Capital                | Guillermo Mario Durand Cornejo   | Un Cambio para Salta              |           | Cambiemos País             | 2017               | 2021            |
| Cerrillos              | María Laura de la Zerda          | Partido Justicialista             |           | Justicialista              | 2017               | 2019            |
| Chicoana               | Esteban D'Andrea Cornejo         | Partido Renovador de Salta        |           | Partido Renovador de Salta | 2017               | 2021            |
| General Güemes         | Carlos Alberto Rosso             | Partido Frente Plural             |           | Justicialista              | 2017               | 2021            |
| General San Martín     | Nora Patricia Cannuni            | Partido Justicialista             |           | Justicialista              | 2017               | 2019            |
| Guachipas              | José Antonio Ibarra              | Un Cambio para Salta              |           | Cambiemos País             | 2017               | 2021            |
| Iruya                  | Walter Hernán Cruz               | Partido Justicialista             |           | Justicialista              | 2015               | 2019            |
| La Caldera             | María Silvina Abiles             | Partido Memoria y Movilización    |           | Memoria y Movilización     | 2017               | 2021            |
| La Candelaria          | Alfredo Francisco Sanguino       | Partido Renovador de Salta        |           | Partido Renovador de Salta | 2015               | 2019            |
| La Poma                | Dani Raúl Nolasco                | Partido Memoria y Movilización    |           | Memoria y Movilización     | 2017               | 2021            |
| La Viña                | Jorge Pablo Soto                 | Partido Justicialista             |           | Justicialista              | 2015               | 2019            |
| Los Andes              | Martín Felipe Arjona             | Frente Ciudadano para la Victoria |           | Partido de la Victoria     | 2017               | 2021            |
| Metán                  | Roberto Enrique Gramaglia        | Partido Renovador de Salta        |           | Partido Renovador de Salta | 2015               | 2019            |
| Molinos                | Walter Joaquín Abán              | Partido Frente Salteño            |           | Justicialista              | 2017               | 2021            |
| Orán                   | Pablo Damián González            | Partido Renovador de Salta        |           | Cambiemos País             | 2015               | 2019            |
| Rivadavia              | Mashur Lapad                     | Partido Justicialista             |           | Justicialista              | 2015               | 2019            |
| Rosario de la Frontera | Diego Sebastián Pérez            | Partido Justicialista             |           | Justicialista              | 2015               | 2019            |
| Rosario de Lerma       | Sergio Omar Ramos                | Partido Frente Salteño            |           | Justicialista              | 2017               | 2021            |
| San Carlos             | Roberto Eleuterio Vázquez Gareca | Partido Frente Salteño            |           | Justicialista              | 2017               | 2021            |
| Santa Victoria         | Cástulo Yanque                   | Partido Justicialista             |           | Justicialista              | 2015               | 2019            |